# 조지 클레이턴 포크
조지 클레이턴 포크(George Clayton Foulk, 1856년 10월 30일 ~ 1893년)는 조선에 파견된 미국 공사관의 무관으로, 대리공사를 역임했다. 한자 이름은 복구(福久)이다.

## 초기
포크는 미국 펜실베이니아주 마리에타(Marietta)에서 태어났다. 미국 애나폴리스 해군사관학교를 졸업한 후, 1876년 아시아 분함대 앨럿 호(Alert)를 타고 뉴욕 항에서 대서양을 건너 지중해, 수에즈 운하를 거쳐 인도양으로, 그리고 일본으로이어지는 항해를 한다. 이 항해 도중 포크는 중국어와 일본어를 독학한다. 그 후 1877년 소위로 임관하고 총 6년간 아시아 분함대에서 근무하게 된다.
1882년 벤자민 버킹엄 중위와 월터 맥클린 소위와 함께 미국으로 돌아가게 되는데 1882년 6월 3일부터 9월 8일까지 일본에서 출발하여 조선의 부산항과 원산항을 거쳐 시베리아와 유럽을 거쳐 미국으로 돌아간다. 미국으로 돌아간 포크 소위는 해군성 자료부에 배치 받아 중국어와 일본어 그리고 한국어를 공부하게 된다.

## 보빙사와의 인연
1883년 9월 민영익 등 조선의 첫 방미(訪美) 사절단인 보빙사(報聘使) 일행이 방미하자 거의 유일한 통역 인원으로 포크 소위가 선발되어 미국 동부 일정에 동행하고 민영익의 요청으로 안내자로 함께 유럽으로 갔다가 이듬해 5월 보빙사 일행이 귀국할 당시 체스터 아서 미 대통령에 의해 주한미대사관 해군무관으로 임명돼 함께 트렌튼 호(USS Trenton)를 타고 조선으로 왔다.
조선에 도착하고는 현지 환경에 크게 실망한다. 더구나 가까운 조선인들이 모두 갑신정변에 연루되어 청과 수구파의 의심과 견제를 많이 당하고, 점점 조선에 흥미를 잃어가는 본국으로부터 지원을 받지못해 점차 좌절하고, 이후 몰려든 미국 선교사들 뒤치닥거리에 골머리를 앓게 된다.

## 첩보 활동
조선에 주재하는 동안 지방을 여행하면서 많은 사진을 찍었고, 그가 입수해 위스콘신주립대(밀워키) 도서관에 보관 중이던 대동여지도가 공개된 바 있다.
특히 갑신정변이 일어난 1884년 9월과 12월 두 차례에 걸쳐 가마를 타고 조선의 주요 지방들을 시찰하면서 수도권의 군사요새와 지역민심 등 한반도 정세를 상세하게 파악해 해군장관 및 해군정보국에 보고했다. CIA는 그 증거로 웹 사이트에 포크 공사가 직접 그린 서울과 강화도, 북한산성 등이 포함된 수도권 지도를 함께 게재했다.
또 조선에 체류 중이던 미국인들에게 제물포로 피신하도록 지시하고, 갑신정변 발생배경과 원인을 심층 분석한 보고서는 당시 푸트 미 공사가 인용하고, 국무부의 연례보고서에 게재될 정도로 정확한 정세판단력을 과시했다.
이러한 그의 활동으로 나중에 창설된 미 중앙정보국(CIA)이 포크 공사를 `인적 네트워크를 통한 정보 수집(Humint)의 선구자'로 높이 평가하고, 미군 당국은 포크 공사의 활동을 계기로 해외공관에 무관파견을 적극적으로 추진하는 계기가 된다.

## 대리공사
1885년 1월 푸트 공사가 사임한 뒤 갑작스럽게 대리공사에 임명된 포크 중위는 외교관 훈련도 제대로 못 받고, 전임 푸트공사가 대사관 공금을 모두 갖고 가 운영자금도 떨어진 어려운 상황에서도 유창한 한국어 실력과 정보망을 가동해 다양한 정보를 수집했다.
그는 조선의 우표를 모아 뉴욕에 있는 가족들을 통해 우표수집가들에게 판매해 활동자금을 마련하기도 했다.
포크 공사는 조선에 주재하는 동안 미 정부로부터 1866년 대동강을 거슬러 올라와 평양에서 통상을 요구하다가 평양주민들의 공격으로 불에 타 침몰한 미 상선 `제너럴 셔먼호 사건'과 관련해 조선정부에 피해보상을 요구하라는 훈령을 받고 고민하게 된다.
이는 캐나다 출신으로 연세대 교수를 지낸 새뮤얼 홀리(Samuel Hawley)가 2008년 펴낸 `한국에 주재한 미국 남성, 조지 포크의 개인 서신들(1884-1887)'이란 책에 수록된 서신에서 확인됐다.
포크 공사는 1885년 10월 13일 부친에게 보낸 서한에서 "최근 정부로부터 20년 전 발생한 셔먼호 사건과 관련해 선원들의 죽음과 재산피해에 대해 배상금을 받아내라는 지시를 받았다. 하지만 내 관심사는 거기에 가있지 않으며, 조선이 이에 응하지 않을 것이며, 앞으로도 응하지 않을 것으로 본다. 셔먼호는 당시 조선이 외국인들의 입국을 불허하고 있었던 만큼 올 이유가 없는데 온 것이다. 또 셔먼호가 총을 발사해 평양 주민들은 이 배가 자기들을 해치기 위해 온 것으로 믿게 된 것이다. 평양주민들 입장에서 셔먼호는 첫 외부 공격자들인 셈"이라고 기록하고 있다.
또 1886년 2월 12일 구정날 부친에게 보낸 서한에서는 "내 공직생활에 중대 기로에 서게 됐다. 그동안은 정부의 지시가 내 도덕과 정의에 어긋나지 않아 충실하게 이를 이행해 왔다. 하지만 최근 제너럴 셔먼호 사건과 관련해 조선에 배상금을 요구하라는 훈령을 받았는데 이는 납득할 수 없다. 셔먼호는 조선에 올 아무런 이유가 없는데 아무런 경계태세도 갖추지 않은 채 모험 삼아 왔다가 사고를 당한 것이다. 왜 전임자인 푸트 공사 시절이나 아니면 1882년 조약(조미수호통상조약)에 서명할 당시 해결하지 않고 이제 다시 지시를 하는지 모르겠다"고 불만을 표시하고 있다.
결국 공사 자리를 이임하고, 1887년 9월 일본으로 간다.

## 일본에서
1887년 조선을 떠나 일본으로 건너가 일본인 부인과 결혼해 수출입 회사를 경영하고, 대학교수로 활동하다 1893년 37살의 젊은 나이에 숨졌다. 그의 묘는 일본 교토에 있다.

## 같이 보기
- 주한 미국 대사